# Abschluss (Typografie)
Der Begriff Abschluss oder Strichabschluss (englisch stroke ending oder terminal) bezeichnet in der Mikrotypografie die Gestaltung eines Strichendes als Teil eines Schriftzeichens bzw. einer Glyphe. Dekorative Abschlüsse (wie etwa Serifen) werden auch Zierabschlüsse genannt.
Dieser Artikel behandelt die wichtigsten Abschlussformen in Schriften für das lateinische Alphabet. Nichtlateinische Schriften haben eigene Charakteristika, etwa die Ringe in der thailändischen Schrift oder die Tröpfchen oder Flämmchen an hebräischen Buchstaben wie ש.

## Abschlüsse in Serifenschriften
Bei den klassischen (nichtgrotesken) Antiqua-Schriften ist der wichtigste Zierabschluss die Serife, ein quer zum Strichende verlaufender kurzer Strich (manchmal auch als End- oder Abschlussstrich bezeichnet). Traditionell ist die Serife als dünner Haarstrich ausgeführt, um gegenüber dem eigentlichen Strich optisch zurückzutreten und nicht zu dominant zu sein. Es gibt davon aber auch Ausnahmen: bei Egyptienne-Schriftarten sind die Serifen blockartig und ungefähr gleich stark wie die normalen Striche, bei Italienne-Schriftarten sind sie stärker als diese.
Ein Sporn bezeichnet das leichte Herausragen eines Strichendes an einer Verbindungsstelle von zwei Strichen, insbesondere an Stellen, wo Stämme und Rundungen ohne eine Serife zusammentreffen. Ein Sporn ist keine Serife, erzeugt aber im Zusammenspiel mit Serifen eine Art von optischem Gegengewicht.
Ein weiterer Strichabschluss ist der Tropfen, auch Tropfenserife genannt. Hierbei läuft das freie Ende eines gebogenen Strichs – in der Regel bei den Kleinbuchstaben a, c, f, g, r und/oder y – in eine runde Verdickung aus, ähnlich einem Flüssigkeitstropfen.
Ein gebogenes Strichende, das weder mit einer Serife noch mit einem Tropfen abgeschlossen ist, etwa unten bei den Kleinbuchstaben c oder e, nennt man auslaufende Endung, im Englischen auch finial.
Der Übergang zwischen dem Strich und der Serife ist oft gerundet. Dies wird als Kehlung bezeichnet. Für Schriftarten aus der Klasse Klassizistische Antiqua ist die völlige Abwesenheit von Kehlungen typisch und die Tropfen sind oft kreisrund.

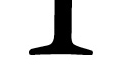
Klassische Serife (Garamond)
Klassizistische Serife (Bauer-Bodoni)
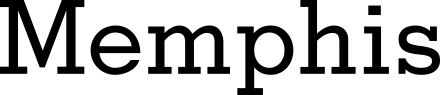
Betonte Serifen (Memphis)
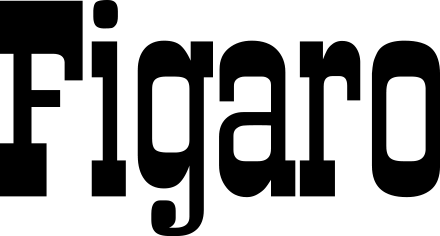
Überbetonte Serifen in einer Italienne (Figaro)
Serifen und Tropfen (Times New Roman)
Die Cauda beim Q läuft spitz aus; Sporn beim q (Times New Roman)
Serife, Tropfen und auslaufende Endung (Times New Roman)
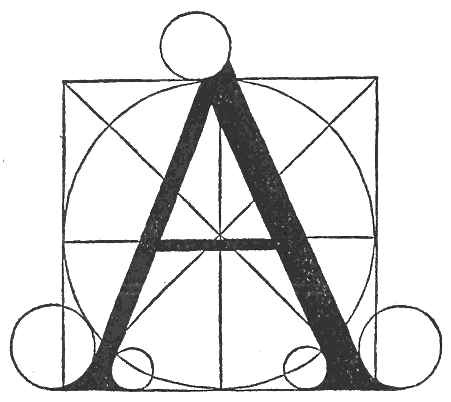
Kehlungen (Paganino dei Paganini, 1509)

## Abschlüsse in Groteskschriften

### Gerade Abschlüsse
Gerade Strichabschlüsse sind typisch für Groteskschriften (Serifenlose Linear-Antiqua). Sie beenden den Strich ohne Serife mit einer geraden Kante. Hierbei kann die Kante, die den Strich abschließt, lotrecht zur Richtung des Strichs verlaufen oder in einem gewissen Winkel dazu stehen. Sie kann horizontal, vertikal oder schräg sein. Bei geringen Strichstärken spielt die Gestaltung der Abschlusskante keine allzu große Rolle, aber je größer die Strichstärke wird, desto stärker wirkt sie sich auf die gesamte Glyphenform aus.

Horizontale Abschlüsse beim e, c und a (Helvetica)
Vertikale Abschlüsse beim G, S, a und s (Gill Sans)
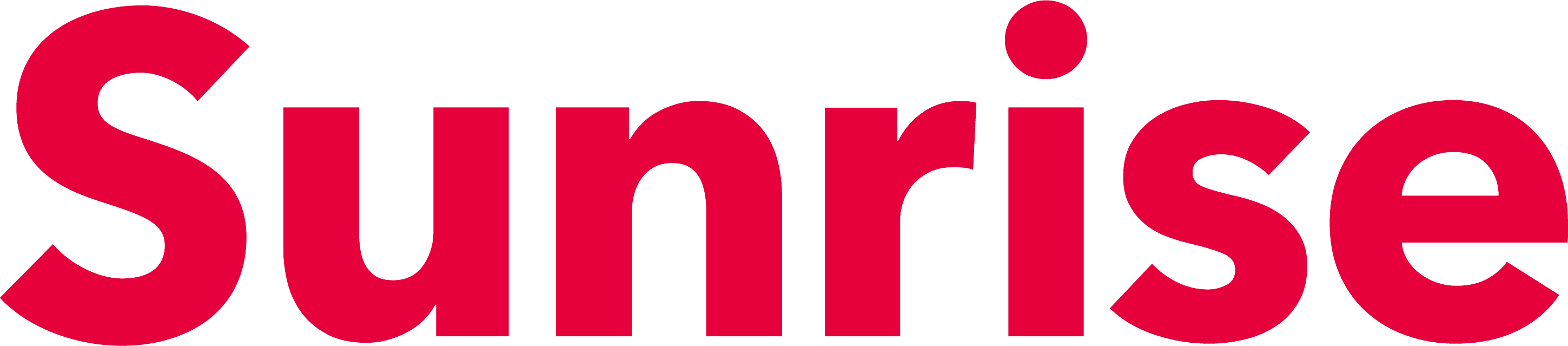
Schräge Abschlüsse beim S, s und e (Avenir)
Vertikale, schräge und horizontale Abschlüsse (Frutiger)
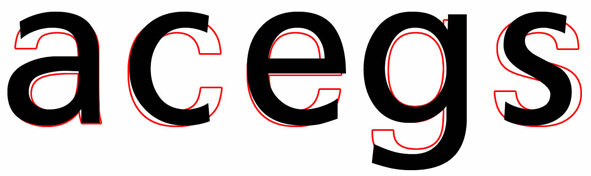
Der Vergleich von Frutiger und Univers zeigt, wie die Richtung der Abschlusskante die Form der Glyphe mitbestimmt

### Runde Abschlüsse
Bei Groteskschriften, die „weich“ wirken sollen, oder bei Schriftarten, die das Aussehen von mit Schnurzugfedern, runden Filzstiften und ähnlichen Schreibgeräten Geschriebenem wiedergeben, sind die Abschlüsse oft rund. Beispiele für solche Schriftarten sind die Avenir Next Rounded (2012) von Adrian Frutiger und die DIN Next von Akira Kobayashi. Ansonsten gibt es auch weitere Gestaltungsformen wie etwa leicht abgerundete Abschlüsse, etwa die Museo Sans von Jos Buivenga.

Runde Abschlüsse (VAG Rounded BT – Regular)
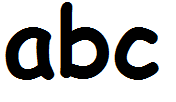
Runde Abschlüsse (Comic Sans MS)
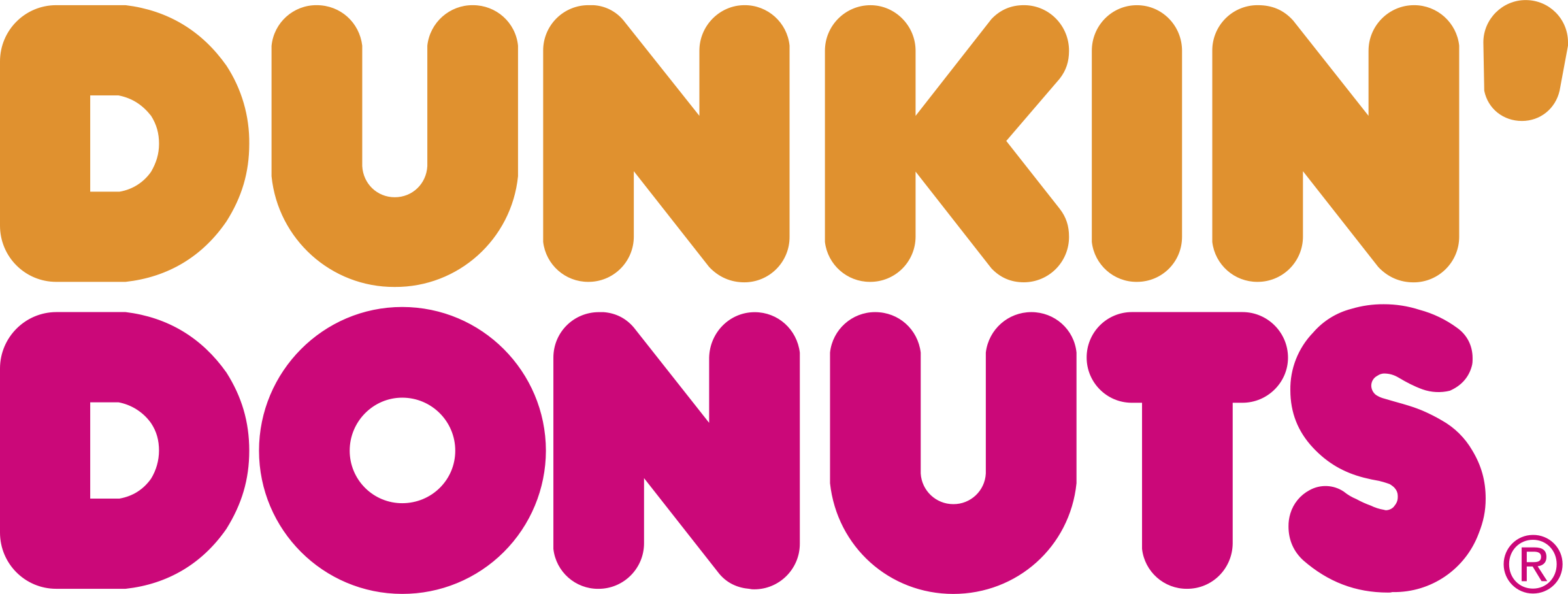
Logo von Dunkin’ Donuts
Ehemaliges Logo von Twitter (heute X)
Logo von Skype
Leicht abgerundete Abschlüsse (Haus- und Logoschriftart von Rewe)

## Abschlüsse bei Inzisen
Bei Inzisen, die von Stein- und Metallinschriften abgeleitet sind, findet man oft schwach ausgeprägte, aber scharfkantige Serifen, die anstatt quer zum Strich verlaufenden Endstrichen eher dreieckige oder spachtelförmige Strichabschlüsse sind.

Albertus
Optima
Rusticana

## Schreibfeder-inspirierte Abschlüsse
Bei Schriftarten, die weder zur Antiqua noch zu den gebrochenen Schriften zählen und auf bestimmten historischen Handschriften beruhen, etwa der Unziale oder den insularen Schriften, gibt es typische Strichabschlüsse:
- spachtelförmig verbreiterte Schaftansätze, wie sie durch die leichte Spreizung der Schreibfeder unter erhöhtem Druck auftreten
- spitz zulaufende Strichanfänge und -enden
- kurze An- und Abstriche, die eine ähnliche Funktion wie Serifen einnehmen

Schriftarten, die diese Abschlüsse verwenden, wirken kalligrafischer und weniger „satzschrifthaft“. Auch in Schreibschriften finden sich diese vom manuellen Schreiben mit entsprechenden Schreibgeräten inspirierten Abschlüsse.

Spachtelförmiges Schaftende und Spitzen in einer modernen Unziale
Spachtelförmige und seifenähnliche Abschlüsse in einer modernen Unziale
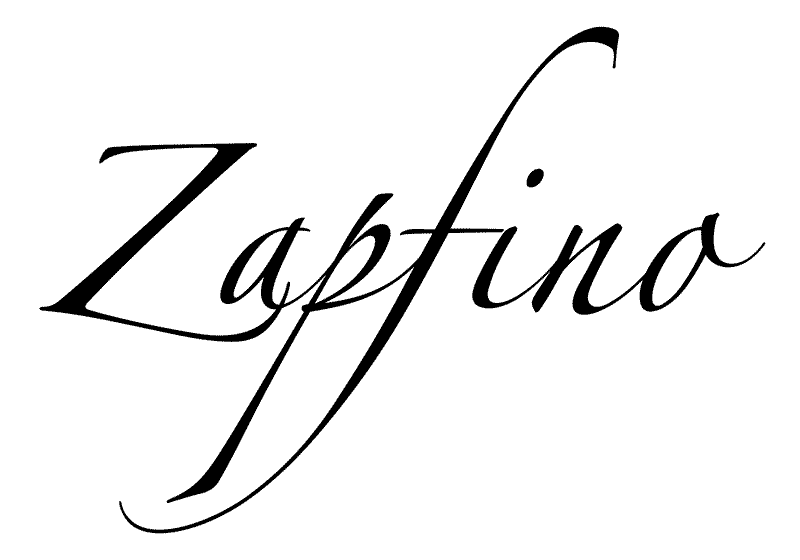
Schreibschrift (Zapfino)
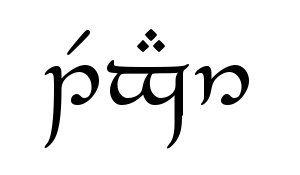
J. R. R. Tolkiens erfundene Schrift Tengwar

## Abschlüsse in gebrochenen Schriften
Die Schriftfamilie der gebrochenen Schriften weist eine große Vielfalt auf. Das betrifft auch die Strichabschlüsse. Serifen kommen hier so gut wie nie vor, da dies dem Grundprinzip der gebrochenen Schriften widersprechen würde, dass die relativ breite Schreibfeder stets in einem schrägen Winkel und nicht horizontal oder vertikal auf das Blatt aufgesetzt wird. Der wichtigste Zierabschluss, und zugleich die Basis weiterer Verfeinerungen, ist die Quadrangel, eine oben oder unten an den vertikalen Schaft angesetzte Raute. Im typischen Fall sind drei Ecken der Quadrangel sichtbar (links und rechts leicht über den Strich hinausragend), die vierte Ecke ist im Strichinneren verborgen. Bei oben angesetzten Quadrangeln kann auch die rechte Ecke, und bei unten angesetzten Quadrangeln die linke Ecke ohne überzustehen in den Schaft übergehen.
Neben Quadrangeln gibt es auch unverzierte Schaftenden, die dann typischerweise den schrägen Winkel der Schreibfeder zur Horizontalen zeigen, in typografischen gebrochenen Schriften aber auch horizontal sein können. Eine weitere häufige Abschlussform sind Spitzen. In dekorativeren gebrochenen Schriften finden sich zahlreiche weitere Zierabschlüsse wie gegabelte Spitzen, gebogenene Spitzen, feine Haarstriche, die über die eigentlichen Striche hinausragen, und Tropfen.

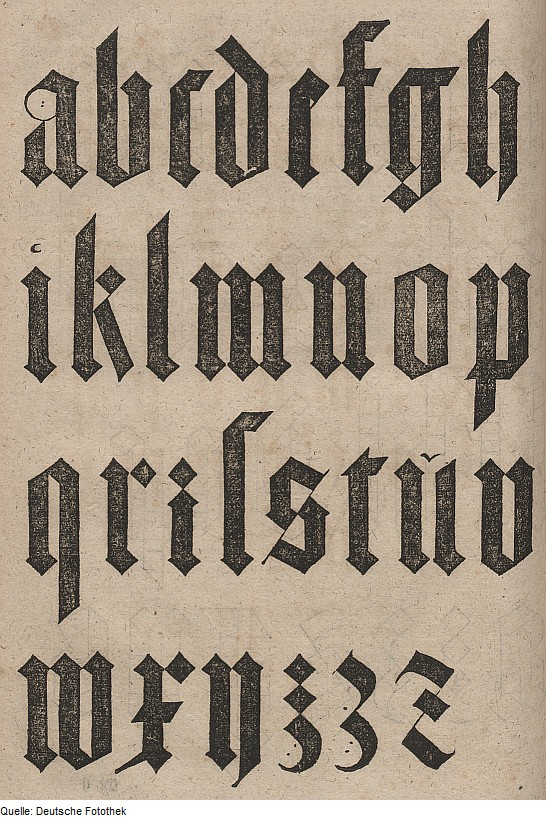
Quadrangeln (Holzschnitt von Albrecht Dürer)
Quadrangeln in einer gebrochenen Grotesk (National)
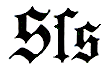
Spornartige Strichenden mit konkaven Krümmungen (Textura)
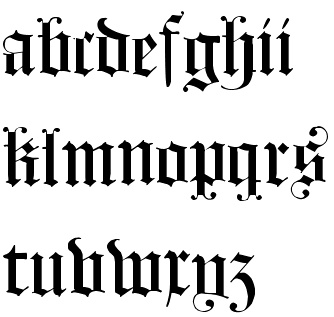
Verschiedene Zierabschlüsse in einer gebrochenen Schrift
Spitzen beim h (Schwabacher)

## Schwünge und Schnörkel
Ein verwandtes, aber über den Begriff des Abschlusses hinaus gehendes Thema sind Schwünge und Schnörkel, die Striche dekorativ verlängern.